# Bujar Osmani
Bujar Osmani (mac. Бујар Османи; ur. 11 września 1979 w Skopju) – macedoński polityk i lekarz narodowości albańskiej, minister zdrowia (2008–2011), wicepremier (2017–2020), minister spraw zagranicznych (2020–2024), przewodniczący OBWE (2023), kandydat w wyborach prezydenckich w 2024.

## Życiorys
W 2004 ukończył studia medyczne na wydziale lekarskim Uniwersytetu Świętych Cyryla i Metodego w Skopju. Kształcił się także na stażu w Londynie. W 2012 uzyskał specjalizację z chirurgii, a w 2018 doktoryzował się na macierzystej uczelni. Praktykę zawodową podjął w 2004 w klinice uniwersyteckiej w Skopju. Został też nauczycielem w szkole średniej o profilu medycznym.
Działacz zrzeszającego macedońskich Albańczyków Demokratycznego Związku na rzecz Integracji. W latach 2008–2011 sprawował urząd ministra zdrowia. W czerwcu 2017 powołany na wicepremiera do spraw europejskich. W lipcu 2018 został też głównym negocjatorem do spraw przystąpienia kraju do Unii Europejskiej. W sierpniu 2020 przeszedł na urząd ministra spraw zagranicznych. Po otwarciu rozmów akcesyjnych w 2022 ponownie stanął na czele macedońskiego zespołu negocjacyjnego. W 2023 pełnił też funkcję przewodniczącego OBWE. Stanowisko ministra zajmował do czerwca 2024.
W 2024 startował w wyborach prezydenckich; w pierwszej turze zajął trzecie miejsce z wynikiem 13,3% głosów.